# Smog (chanson)
Singles de Damso
Ipséité
(2018) Julien
(2018)
Pistes de Lithopédion
Même Issue
(7) 60 Années
(9)
Smog est une chanson du rappeur belge Damso extrait de son troisième album studio Lithopédion. Sortie le 13 juin 2018, elle est le deuxième extrait officiel de Lithopédion. Le titre est composé par le producteur Pyroman, il est certifié single de diamant.

## Clip vidéo
Le 13 juin 2018 Damso dévoile Smog, le 2e single de son album Lithopédion prévue pour le 15 juin 2018. Le morceau est accompagné d'un clip réalisé par M+F, avec qui le rappeur belge avait déjà travaillé pour le clip de Macarena. 

## Classements
| Classements                             | Meilleure position |
| --------------------------------------- | ------------------ |
| France (SNEP)                           | 1                  |
| Belgique (Wallonie Ultratop 50 Singles) | 1                  |
| Suisse (Schweizer Hitparade)            | 21                 |

## Certification
| Région | Certification | Seuil                            |
| ------ | ------------- | -------------------------------- |
| France | Diamant       | 30 millions d'équivalent streams |